# 御側御用取次
御側御用取次（おそばごようとりつぎ）は、江戸幕府の役職のひとつで、将軍近侍職にあたる。

## 概要
御側御用取次は、徳川吉宗が将軍に就任した時に紀州藩年寄小笠原胤次、御用役有馬氏倫、同加納久通の3名の紀州藩士が江戸幕府の側衆に採用され、うち有馬、加納の両名が申次役に任じられたことに始まる。
定員は側衆から特に親任されたもの3名といわれるが、実績から言えば1～5名であり、2名または3名の在職であることが多かった。側衆が宿直勤務をするのに対して御側御用取次は日勤であり江戸城中奥の談事部屋を詰め所とした。
職務は将軍の居所である中奥の総裁、将軍と老中以下の諸役人との取次役、将軍の政策・人事両面の相談役、将軍の情報源である目安箱の取り扱いや御庭番の管理などである。通常の側衆が決定事項などの事務処理をするのに対し、御側御用取次は未決事項の立案・審議に参画し、時には将軍に相談無しに老中への指示を出す場合もあった。
若年から将軍の側近として行動を共にしてきた者が将軍専制のために御側御用取次に信任されるという性格がある。家禄が2千石以上の中・下級幕臣として就任するが、平の側衆と比較して側近としての信任の厚さから加増されるケースが多く、就任46名中の2割にあたる9名が万石以上の大名になり、そのうち6名が若年寄、3名が側用人、2名が老中に昇進している。

### 御側御用取次一覧
| 氏名           | 前職               | 就任                       | 離任                       | 後職         |
| -------------- | ------------------ | -------------------------- | -------------------------- | ------------ |
| 小笠原胤次     | 紀州藩家老         | 正徳6年（1716年）5月25日   | 享保2年（1717年）4月4日    |              |
| 有馬氏倫       | 紀州藩御用役       | 正徳6年（1716年）5月25日   | 享保20年（1735年）12月12日 | 卒去         |
| 加納久通       | 紀州藩御用役       | 正徳6年（1716年）5月25日   | 延享2年（1745年）9月1日    | 二丸附若年寄 |
| 小笠原政登     | 小姓組番頭         | 元文元年（1736年）6月17日  | 延享2年（1745年）9月1日    | 西丸附側衆   |
| 藪忠通         | 西丸附側衆         | 延享2年（1745年）9月1日    | 延享4年（1747年）8月14日   |              |
| 大岡忠光       | 小姓組番頭格       | 延享3年（1746年）10月25日  | 宝暦4年（1754年）3月1日    | 若年寄       |
| 高井信房       | 小姓組番頭格       | 延享3年（1746年）10月25日  | 宝暦5年（1755年）9月15日   | 西丸附側衆   |
| 田沼意次       | 小姓組番頭         | 寛延4年（1751年）7月18日   | 明和4年（1767年）7月1日    | 側用人       |
| 稲葉正明       | 小姓組番頭格       | 宝暦5年（1755年）12月15日  | 宝暦10年（1760年）4月1日   | 西丸附側衆   |
| 水野忠友       | 西丸小姓組番頭格   | 宝暦10年（1760年）4月1日   | 明和5年（1768年）11月5日   | 若年寄       |
| 松平康郷       | 西丸附側衆         | 宝暦10年（1760年）5月13日  | 明和8年（1771年）12月14日  |              |
| 佐野茂承       | 西丸附側衆         | 宝暦11年（1761年）9月26日  | 明和2年（1769年）11月5日   | 西丸附側衆   |
| (再)稲葉正明   | 西丸附側衆         | 明和5年（1768年）11月16日  | 天明6年（1786年）8月27日   | 菊間広縁詰   |
| 白須政賢       | 新番頭格           | 明和6年（1769年）10月17日  | 安永2年（1773年）7月12日   | 卒去         |
| 横田準松       | 小姓組番頭格       | 安永2年（1773年）7月18日   | 天明7年（1787年）5月29日   | 菊間広縁詰   |
| 小笠原信喜     | 西丸附側衆         | 安永8年（1769年）4月18日   | 天明元年（1781年）5月28日  | 西丸附側衆   |
| 本郷泰行       | 小姓組番頭格       | 天明2年（1782年）4月23日   | 天明7年（1787年）5月24日   |              |
| (再)小笠原信喜 | 西丸附側衆         | 天明6年（1786年）閏10月1日 | 寛政3年（1791年）3月28日   | 卒去         |
| 田沼意致       | 西丸附側衆         | 天明6年（1786年）閏10月1日 | 天明7年（1787年）5月28日   | 菊間広縁詰   |
| 加納久周       | 大番頭             | 天明7年（1787年）6月26日   | 寛政9年（1797年）閏7月4日  | 菊間広縁詰   |
| 平岡頼長       | 小姓組番頭格       | 寛政3年（1791年）2月28日   | 文化13年（1816年）8月29日  | 卒去         |
| 高井清寅       | 小姓組番頭格       | 寛政7年（1795年）3月15日   | 文化14年（1817年）5月28日  | 卒去         |
| 林忠英         | 小姓組番頭格       | 文化元年（1804年）12月1日  | 文政8年（1825年）4月23日   | 若年寄       |
| 土岐朝旨       | 小姓組番頭格       | 文化14年（1817年）6月30日  | 天保9年（1838年）6月1日    | 卒去         |
| 水野忠篤       | 小姓組番頭格       | 文政4年（1821年）5月24日   | 天保12年（1841年）4月16日  | 菊間広縁詰   |
| 白須政徳       | 小姓組番頭格       | 文政8年（1825年）5月1日    | 天保7年（1836年）9月4日    | 西丸附側衆   |
| 松平正名       | 西丸附側衆         | 天保7年（1836年）8月4日    | 弘化2年（1845年）12月16日  | 隠居         |
| 本郷泰固       | 西丸附側衆         | 天保8年（1837年）4月2日    | 安政4年（1857年）8月28日   | 若年寄       |
| (再)白須政徳   | 西丸附側衆         | 天保9年（1838年）7月1日    | 天保14年（1843年）10月9日  | 卒去         |
| 新見正路       | 西丸附側衆         | 天保12年（1841年）4月24日  | 天保14年（1843年）10月24日 | 菊間広縁詰   |
| 杉浦正義       | 小姓組番頭         | 天保12年（1841年）7月1日   | 天保12年（1841年）12月8日  | 西丸附側衆   |
| 岡野知英       | 西丸附側衆         | 天保14年（1843年）10月28日 | 弘化4年（1847年）4月18日   | 卒去         |
| 竹本正懋       | 小姓組番頭格       | 弘化2年（1845年）12月15日  | 安政2年（1855年）3月20日   | 卒去         |
| 平岡道弘       | 小姓組番頭格       | 嘉永2年（1849年）11月28日  | 文久2年（1862年）8月24日   | 若年寄       |
| 夏目信明       | 西丸附側衆         | 嘉永6年（1853年）9月15日   | 安政6年（1859年）7月24日   | 卒去         |
| 平岡頼啓       | 小姓組番頭格       | 安政4年（1857年）9月13日   | 安政5年（1858年）1月23日   | 卒去         |
| 蜷川親宝       | 小姓組番頭格       | 安政4年（1857年）9月13日   | 文久2年（1862年）11月15日  | 隠居         |
| 石河政平       | 留守居・一橋家家老 | 安政5年（1858年）4月18日   | 安政5年（1858年）7月6日    | 寄合         |
| 坪内保之       | 駿府城代           | 安政5年（1858年）8月2日    | 元治元年（1864年）3月18日  | 菊間広縁詰   |
| 薬師寺元真     | 小姓組番頭格       | 安政6年（1859年）11月24日  | 万延元年（1860年）6月9日   | 側衆         |
| 久貝正典       | 留守居・大目付     | 万延元年（1860年）8月12日  | 文久2年（1862年）11月15日  | 隠居         |
| 村松武義       | 小姓組番頭         | 文久2年（1862年）6月30日   | 文久3年（1863年）12月18日  | 菊間広縁詰   |
| 大久保忠寛     | 外国奉行           | 文久2年（1862年）7月3日    | 文久2年（1862年）11月5日   | 講武所奉行   |
| 跡部良弼       | 留守居             | 文久3年（1863年）7月12日   | 元治元年（1864年）6月23日  | 菊間広縁詰   |
| 土岐朝昌       | 講武所奉行         | 文久3年（1863年）7月12日   | 元治元年（1864年）6月23日  | 菊間広縁詰   |
| 竹本正明       | 小姓組番頭格       | 元治元年（1864年）7月2日   | 慶応元年（1865年）10月9日  | 菊間広縁詰   |
| (再)坪内保之   | 菊間広縁詰         | 元治元年（1864年）8月6日   | 慶応4年（1868年）3月5日    | 隠居         |
| (再)村松武義   | 菊間広縁詰         | 元治2年（1865年）4月15日   | 慶応2年（1866年）11月4日   | 隠居         |
| 朝倉俊徳       | 小姓組番頭格       | 慶応元年（1865年）10月9日  | 慶応2年（1866年）10月24日  | 田安家家老   |
| 室賀正容       | 大目付             | 慶応2年（1866年）6月23日   | 慶応4年（1868年）2月9日    | 隠居         |
| 赤松範忠       | 講武所奉行         | 慶応2年（1866年）11月17日  | 慶応4年（1868年）3月       | 隠居         |